# Al Green (politiker)
Alexander "Al" Green, född 1 september 1947 i New Orleans, Louisiana, är en amerikansk demokratisk politiker. Han representerar delstaten Texas nionde distrikt i USA:s representanthus sedan 2005.
Green avlade 1974 sin juristexamen vid Texas Southern University. Han arbetade som fredsdomare 1977-2004.
Green besegrade republikanen Arlette Molina i kongressvalet 2004. Han har profilerat sig i frågor som rör minoriteter och de fattiga.